# Automolis conradti
Automolis conradti är en fjärilsart som beskrevs av Charles Oberthür 1911. Automolis conradti ingår i släktet Automolis och familjen björnspinnare. Inga underarter finns listade i Catalogue of Life.